# Фёдорова, Любовь Петровна
Фёдорова Любовь Петровна (5 сентября 1958, д. Шайтаново, Алнашский район, Удмуртская АССР, РСФСР, СССР) — кандидат педагогических наук, литературовед, доцент кафедры удмуртской литературы и литературы народов России Удмуртского государственного университета,
Заслуженный работник народного образования УР, Почетный работник высшего профессионального образования РФ.

## Биография
Любовь Петровна Фёдорова родилась 5 сентября 1958 г. в д. Шайтаново Алнашского района Удмуртской АССР в многодетной семье колхозников. В 1975 году окончила Алнашскую среднюю школу и поступила на удмуртское отделение филологического факультета Удмуртского государственного университета. Любимыми предметами в студенческие годы были: историческая грамматика, диалектология, типология языков, политэкономия, диамат. В 1980—1982 после окончания учёбы в УдГУ Любовь Петровна работала учителем в Азаматовской средней школе — вела уроки словесности и истории.
В 1982—1983 годы Любовь Петровна Фёдорова работала младшим научным сотрудником в Удмуртском научно-исследовательском институте при Совете министров УАССР. В 1983 году по рекомендации профессора Геннадия Афанасьевича Ушакова была направлена в целевую аспирантуру Института национальных проблем образования МО РФ (Москва), где защитила диссертацию по методике изучения творчества Г. Красильникова в удмуртской школе (1989). После завершения аспирантуры Л. П. Фёдорова работала в Республиканском Институте усовершенствования учителей, сначала в должности старшего преподавателя, затем — доцента (1991 г) и заведующего кафедрой удмуртского языка и литературы. Фёдорова Л. П. занималась текстологической работой. Изучала рукописи удмуртских авторов -Г. Красильникова, Р. Валишина, Т. Архипова. Данное направление деятельности позволило сделать новый шаг в области текстологии и заговорить о творческой лаборатории писателей.
Фёдорова Л. П. инициировала подготовку коллективной монографии «Удмуртская литература XX века: направления и тенденции развития» (Ижевск, 1999), посвященной осмыслению литературного наследия XX века, и учебного пособия для филологических специальностей «Движение эпохи — движение литературы. Удмуртская литература XX века» (Ижевск, 2002 г.). В этих изданиях коллектив авторов (Л. П. Фёдорова, С. Т. Арекеева, В. Л. Шибанов, В. Г. Пантелеева, Т. И. Зайцева). Также Фёдорова Любовь Петровна является автором ряда учебно-методических пособий, в частности, таких как «Геннадий Красильников в контексте литературы 1960-70-х годов»; «Методика преподавания русской и удмуртской литературы в национальной школе»; «История финской литературы»; "Поэтика портрета в удмуртской литературе: Учебный практикум для самостоятельной работы студентов по специальности «Филология» и др.
В 1993 году Л. П. Фёдорова возглавила работу научного коллектива по разработке концепции литературного образования в удмуртской школе и подготовке новой программы по удмуртской литературе. В 2002 году программа была издана. Любовь Петровна совместно с В. Н. Ившиным работала над разработкой учебника «Удмурт литература» для 5 класса, принимала деятельное участие в обсуждении рукописей учебников для последующих классов. Качество учебников, их высокий уровень были отмечены Государственной премией УР. В 1997 году стажировалась в Финляндии. Результаты проведенных исследований нашли отражение в издании «Удмурт нылкышно кылбуретлэн тулкымъёсыз» (Удмуртская женская лирика) (2007). Её структуру составляют биографии и стихотворения удмуртских поэтесс, научные статьи об их творчестве.
Фёдорова Л. П. разработала курс «Женское творчество в финно-угорских литературах: сравнительно-типологический аспект» для магистрантов. Также Л. П. Фёдоровой принадлежит открытие новых имен, введение их в литературный контекст. Совместно с российскими и зарубежными коллегами при непосредственном участии Л. П. Фёдоровой было проведено комплексное исследование витальности удмуртского языка, результаты которого нашли отражение в коллективной монографии «Языковое и этническое возрождение в Удмуртии: от политики к культурному многообразию» (2008). Предпосылкой для обращения к данной проблеме стала также разработка учебно-методического пособия «Удмуртский язык: начальный курс: учебное пособие для студентов гуманитарных факультетов» (2004); работа над созданием учебника «Анай кыл» (6 класс) в соавторстве с А. Н. Журавлевой и В. Н. Ившиным.
с 2002 года по 2012 год Фёдорова Л. П. возглавляла факультет удмуртской филологии в УдГУ.
В 2013 году за значительный вклад в исследование удмуртской женской литературы Л. П. Фёдорова была удостоена премии имени Ашальчи Оки.

## Преподавательская деятельность
Фёдорова Л. П. читает лекции по истории удмуртской литературы в Удмуртском государственном университете, методике преподавания литературы в школе и вузе, гендерологии, истории финской литературы, ведет различные спецкурсы.

## Научная деятельность
Фёдорова Л. П. автор 8 книг и учебно-методических пособий, свыше 100 статей. Область её научных интересов — история удмуртской и финской литератур, методика преподавания литературы и культуры в школе.
Фёдорова Л. П. — участница международных конгрессов и симпозиумов финно-угроведов (Ювяскюля, 1995; Тарту, 2000; Таллин, 1994; Москва, 2001); всероссийских и региональных конференций (Саранск, 2000; Ижевск, 2001; Сыктывкар, 2001), проходила научную стажировку в Московском (1993) и Хельсинкском (1997) университетах.
Л. П. Фёдоровой опубликованы: коллективная монография «Удмуртская литература XX века: направления и тенденции развития» (1999), учебное пособие «Движение эпохи — движение литературы: Удмуртская литература XX века» (2002), учебный практикум «Поэтика портрета в удмуртской литературе», монография «Удмуртская женская лирика» (2007), коллективная монография по результатам международного проекта ИНТАС «Языковое и этническое возрождение в Удмуртии: от политики к культурному многообразию» (2008), программа и учебники по удмуртской литературе для общеобразовательных школ.

## Статьи
- Лукинская, О. Изучить язык, чтобы познать народ : [беседа с деканом фак. удмурт. филологии Удмурт.гос. ун-та, канд. пед. наук, доц. каф. удм. лит. и лит. народов России Л. П. Фёдоровой] / О. Лукинская, Л. П. Фёдорова // Известия Удмуртской Республики. — 2003. — 2 июля.
- Большое видится на расстоянии / А. В. Ишмуратов, А. С. Измайлова, В. Е. Владыкин [и др.]; материалы подготовила В. Краснова // Удмуртский университет. — 2007. — 29 нояб.
- Фёдорова, Л. П. Юанъёс кескичесь, нош ми дӥсьтӥсесь : [беседа с деканом фак. удмурт. филологии Л. П. Фёдоровой / записала А. Айманова] // Ӟечбур! — 2007. — 8-тӥ февр.
- Фёдорова, Л. П. Среда обетованная / Л. П. Фёдорова; материалы подготовила В. Краснова // Удмуртский университет. — 2008. — 28 окт.
- Фёдорова, Л. П. Слово декана / Л. П. Фёдорова // Удмуртский университет. — 2010. — 29 июня.
- Финно-угорский мир: опыт и проблемы / Г. А. Глухова, Н. И. Леонов, В. К. Кельмаков [и др.]; материалы подготовила В. Краснова // Удмуртский университет. — 2010. — 28 сент.
- Ключ к термину / Л. П. Фёдорова, В. Л. Шибанов, А. В. Егоров [и др.] // Удмуртский университет. — 2011. — 17 нояб.
- Кужым — тодон бордын! : [котырес ӝӧк] / Е. Миннигараева; фот. В. Беломорскихлэн // Удмурт дунне. — 2011. — 8-тӥ февр.
- Фёдорова, Л. П. По направлению родства / Л. П. Фёдорова // Удмуртский университет. — 2011. — 27 дек.
- Фёдорова, Л. П. Удмурт мисс Марпл : азинскоз-аасьме литератураын детектив жанр? / Л. П. Фёдорова // Удмурт дунне. — 2012. — 11-тӥ июль.
- Фёдорова, Л. П. Факультет удмуртской филологии / Л. П. Фёдорова // Удмуртский университет. — 2012. — 1 февр.
- Фёдорова, Л. П. Кылы быре… : Ашальчи Оки вордӥськем дырысен — 115 ар / Л. П. Фёдорова // Удмурт дунне. — 2013. — 19-тӥ март.[4]